# Hansenium bowmani
Hansenium bowmani är en kräftdjursart som först beskrevs av Brian Frederick Kensley1984.  Hansenium bowmani ingår i släktet Hansenium och familjen Stenetriidae. Inga underarter finns listade i Catalogue of Life.